# Boston Manufacturing Company
Boston Manufacturing Company var en virksomhed, der drev en af de første fabrikker i USA. Det blev i 1813 organiseret af Francis Cabot Lowell, en velhavende Boston-købmand, med et formål om at fremstille bomuldstekstiler. Dannelsen af virksomheden skete, da han indgik i et partnerskab med en gruppe investorer senere kendt som The Boston Associates. Den byggede verdens første integrerede spinde- og vævefabrik i Waltham i Massachusetts, der endvidere benyttede sig af vandkraft. De anvendte tegninger for en kraftvæv, som han havde smuglet ud af England, samt forretningshemmeligheder fra den tidligere hestedrevne Beverly Cotton Manufactory i Beverly i Massachusetts, der blev bygget i 1788. Det var den største fabrik i USA og havde en arbejdsstyrke på omkring 300. Det var en meget effektiv og yderst profitabel mølle, godt hjulpet af Tariffen fra 1816, der konkurrerede effektivt med britiske tekstiler på et tidspunkt, hvor mange mindre virksomheder blev tvunget til at ophøre deres drift. Selvom Rhode Island-systemet, der fulgte, var kendt for at blive anvendt af Samuel Slater, blev det forbedret og videudviklet af Boston Associates til "Waltham-systemet". Idéen blev med succes kopieret i Lowell, Massachusetts og andre steder i New England. Mange landbyer havde nu deres egne tekstilfabrikker.

## Oprindelse
Siden 1793, da Samuel Slater ved Pawtucket i Rhode Island etablerede det første vellykkede vanddrevne tekstilspinderi i USA, havde vandkraft drevet maskiner, der forarbejdede bomuldsfibre til garn, som derefter ville blive outsourcet til små vævebutikker og private hjem, hvor det ville blive vævet til stof på håndbetjente væve. I 1810 der var snesevis af spindeværker spredt ud over New Englands egne. Med dette system var stofproduktionen dog stadig ret langsom.
Mens han i 1810 var på besøg i Lancashire i England, studerede Francis Cabot Lowell, hvordan den succesfulde britiske tekstilindustri fungerede. Han havde særligt fokus på kraftvæven, et apparat, der endnu ikke havde sin ligemand i USA. Han vidste, at øget stofproduktion i USA afhang af sådan en maskine. På sin hjemrejse til Boston i 1812 betroede han tegningerne til hukommelsen og forklædte sig som en landmand, fordi briterne på det tidspunkt forbød eksport af den nye teknologi. 
The Boston Associates købte i september 1813 Boies Paper Mill-grunden i Waltham. Det var med et fald på ti fod i den nærliggende Charles River et ideelt sted at etablere den nye fabrik, som de havde forestillet sig.